# Doris Hovestädt

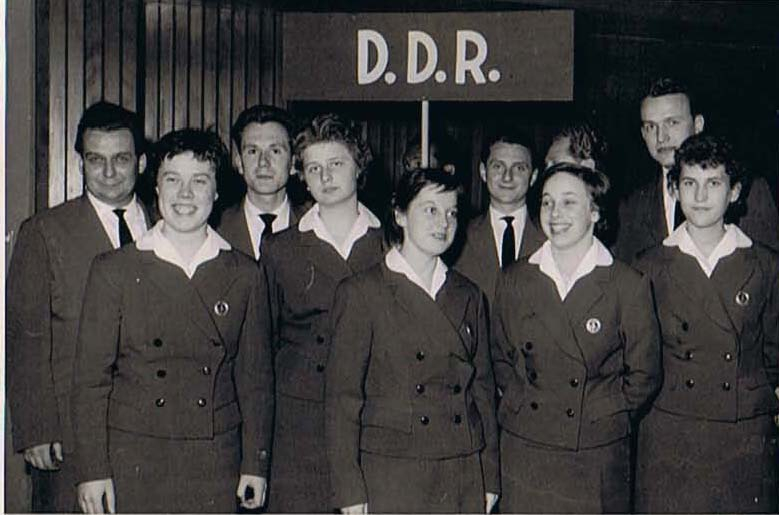
Nationalmannschaft der DDR
Herren von rechts nach links: Günter Matthias, Heinz Schneider (verdeckt), Helmut Hanschmann, Hans Täger und möglicherweise der Trainer.
Damen von links nach rechts: Christa Bannach, Doris Kalweit, Ute Mittelstädt, Sigrun Kunz, Isolde Woschee.

Doris Hovestädt (geb. Kalweit) (* 22. August 1943 in Berlin) ist eine ehemalige Tischtennisspielerin der DDR. Zusammen mit Gabriele Geißler gehörte sie in den 1960er Jahren zu den führenden DDR-Spielerinnen. Sie ist 15-fache DDR-Meisterin und absolvierte etwa 80 Länderspiele. 
Mitte der 1960er Jahre heiratete Doris Kalweit und trat danach unter dem Namen Doris Hovestädt auf.

## Nationaler Werdegang
Hovestädt begann mit dem Tischtennissport bei Motor Wilhelmsruh Einheit Pankow (ab 1954). Von 1957 bis 1963 spielte sie bei SC Einheit Berlin. In diese Zeit fällt ihr erster internationaler Erfolg, der zweite Platz im Mixed mit Jürgen Schlopies bei der Jugendeuropameisterschaft 1961. Zudem gewann sie die DDR-Jugendmeisterschaft 1958 (mit Schmidt) und 1959 (mit Richter). Bereits 1959 startete sie bei der Weltmeisterschaft in Dortmund in den Individualwettbewerben. 1963 integrierte sich SC Einheit Berlin in den neuen Verein Berliner TSC. Mit diesem Verein gewann Hovestädt von 1964 bis 1967 viermal in Folge die DDR-Mannschaftsmeisterschaft. Als 1968 der Berliner TSC in den Verein BSG Außenhandel Berlin ausgegliedert wurde, ging Hovestädt mit. Mit BSG wurde sie noch elfmal DDR-Meister, nämlich 1968 bis 1973, 1975 sowie 1978 bis 1981. Auch gewann der BSG 1968 und 1969 den Europapokal. In der Saison 1975/76 blieb Hovestädt, für den Verein Post Berlin spielend, in den Meisterschaftsspielen mit 26:0 ungeschlagen. Als sich nach der Wiedervereinigung der Verein auflöste schlossen sich die Spieler und auch Hovestädt wieder dem Berliner TSC an.
Bei den DDR-Einzelmeisterschaften gewann Hovestädt 15 Titel, viermal im Einzel (1963, 1966, 1968, 1972), achtmal im Doppel (1962 mit Sigrun Kunz, 1966 bis 1972 mit Gabriele Geißler) und dreimal im Mixed (1969 mit Wolfgang Stein, 1970 und 1972 mit Peter Fähnrich).
1965 führte sie die DDR-Rangliste an.

## Internationale Aktivitäten
Von 1959 bis 1969 wurde Hovestädt für sechs Weltmeisterschaften nominiert. Das beste Ergebnis war Platz 5 mit der DDR-Mannschaft 1963. Auf fünf Europameisterschaften war sie vertreten. Hier erreichte sie 1964 im Mixed mit Lothar Pleuse das Halbfinale. Ins Viertelfinale kam sie 1970 im Einzel sowie 1968, 1970 und 1972 im Doppel. Im europäischen Ranglistenturnier Europe TOP-12 kam sie 1971 auf Platz sechs und ein Jahr später auf Platz sieben. 1972 endete ihre internationale Karriere „nicht ganz freiwillig“.
1969 wurde sie in der ITTF-Weltrangliste auf Platz 15 geführt, in der europäischen Rangliste stand sie 1970 auf Platz acht.

## Privat
Doris Hovestädt war bis zur Wende im Ministerium für Außenhandel der DDR angestellt, danach arbeitete sie bis zur Pensionierung im Bundeswirtschaftsministerium.

## Turnierergebnisse
| Verband | Veranstaltung                         | Jahr | Ort             | Land | Einzel        | Doppel        | Mixed      | Team |
| ------- | ------------------------------------- | ---- | --------------- | ---- | ------------- | ------------- | ---------- | ---- |
| GDR     | Europameisterschaft                   | 1972 | Rotterdam       | NED  | letzte 16     | Viertelfinale |            |      |
| GDR     | Europameisterschaft                   | 1970 | Moskau          | URS  | Viertelfinale | Viertelfinale |            |      |
| GDR     | Europameisterschaft                   | 1968 | Lyon            | FRA  | letzte 16     | Viertelfinale |            |      |
| GDR     | Europameisterschaft                   | 1966 | London          | ENG  | letzte 16     |               |            |      |
| GDR     | Europameisterschaft                   | 1964 | Malmö           | SWE  | letzte 16     |               | Halbfinale |      |
| GDR     | Jugend-Europameisterschaft (Junioren) | 1961 | Bad Blaukenburg | FRG  |               |               | Silber     |      |
| GDR     | EURO-TOP12                            | 1972 | Zagreb          | YUG  | 7             |               |            |      |
| GDR     | EURO-TOP12                            | 1971 | Zadar           | YUG  | 6             |               |            |      |
| GDR     | Weltmeisterschaft                     | 1969 | München         | FRG  | letzte 16     | letzte 16     | letzte 16  | 7    |
| GDR     | Weltmeisterschaft                     | 1967 | Stockholm       | SWE  | letzte 32     | letzte 16     | letzte 32  | 8    |
| GDR     | Weltmeisterschaft                     | 1965 | Ljubljana       | YUG  | letzte 64     | letzte 16     | letzte 64  | 10   |
| GDR     | Weltmeisterschaft                     | 1963 | Prag            | TCH  | letzte 128    | letzte 32     | letzte 32  | 5    |
| GDR     | Weltmeisterschaft                     | 1961 | Peking          | CHN  | letzte 64     | letzte 32     | letzte 32  | 7    |
| GDR     | Weltmeisterschaft                     | 1959 | Dortmund        | FRG  | letzte 64     | letzte 32     | letzte 64  |      |